# Torpoint
Torpoint (en cornique : Penntorr) est une ville et une paroisse civile des Cornouailles, en Angleterre.
Torpoint est située dans la péninsule de Rame.

## Personnalités liées à la ville
- John Langdon-Down (1828-1896), médecin, psychiatre et neurologue, y est né ;
- Jack Stephens (1994-), footballeur anglais, y est né.

## Jumelages

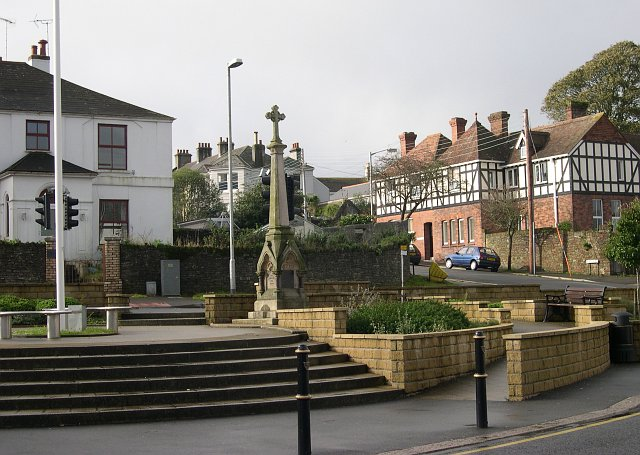
Mémorial de guerre à Torpoint.

Bénodet (France) depuis 1987